# Divórcio

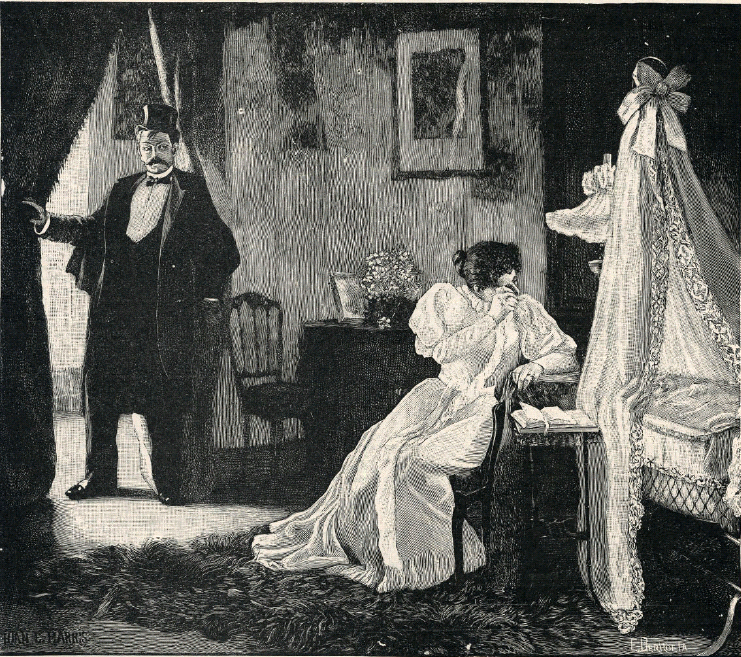
Pintura chilena do início do século XX mostrando o colapso de um casamento. No país, o divórcio foi incorporado na legislação em 2004, após uma década de discussão e oposição intensa pela Igreja Católica.

O divórcio (do termo latino divortium, derivado de divertĕre, "separar-se") é o rompimento legal e definitivo do vínculo de casamento civil.
Em outras palavras, o divórcio pode ser definido como sendo o rompimento legal e definitivo do vínculo de um casamento civil, formalizado através da justiça e/ou de um cartório de registro civil. Sendo o divórcio amigável e/ou litigioso, a separação do casal acontece.
O processo legal de divórcio pode envolver questões como atribuição de pensão de alimentos, regulação de poder paternal, relação ou partilha de bens, regulação de casa de morada de família, embora estes acordos sejam complementares ao processo principal.
Em algumas jurisdições, caso do Brasil atual, não é exigida a invocação da culpa do outro cônjuge. Ainda assim, mesmo nos ordenamentos jurídicos que adaptaram o sistema do divórcio "sem culpa", é tido em conta o comportamento das partes na partilha dos bens, regulação do poder paternal, e atribuição de alimentos.
Na maioria das jurisdições, o divórcio carece de ser emitido ou certificado por um tribunal para surtir efeito, onde pode ser bastante estressante e caro a litigância. Outras abordagens alternativas, como a mediação e divórcio colaborativo podem ser um caminho mais assertivo. Em alguns países, como Portugal e Brasil, o divórcio amigável pode até ser realizado numa conservatória de registo civil (Portugal) ou tabelionato de notas (Brasil), simplificando bastante o processo.
A anulação não é uma forma de divórcio, mas apenas o reconhecimento, seja a nível religioso, seja civil da falha das disposições no momento do consentimento, o que tornou o casamento inválido; reconhecer o casamento nulo é a mesma coisa que reconhecer que nunca tenha existido.
Num divórcio, o destino dos bens do casal fica sujeito ao regime de bens adotado na altura do casamento, e que geralmente em todos os países são: separação de bens, bens adquiridos, ou comunhão de adquiridos.
Os países onde mais ocorrem pedidos de rompimento do matrimônio são: Estados Unidos, Dinamarca e Bélgica, com índices entre 55% e 65%. Em contraponto, os países com menos incidência de separação são países extremamente católicos como República da Irlanda e Itália, com números abaixo de 10%. Atualmente, apenas as Filipinas e o Vaticano não permitem o divórcio em seu sistema legal. Por outro lado, em maio de 2011, Malta votou a favor da inclusão do divórcio em sua legislação por meio de um referendo não vinculante, aprovando posteriormente sua legalização no Parlamento durante o mês de julho, sendo o último país do mundo em legalizá-lo depois do Chile (que o aprovou em 2004). No Parlamento das Filipinas, entretanto, um debate sobre uma lei potencial que incorpora em seu sistema legal começou no final do primeiro semestre de 2011.

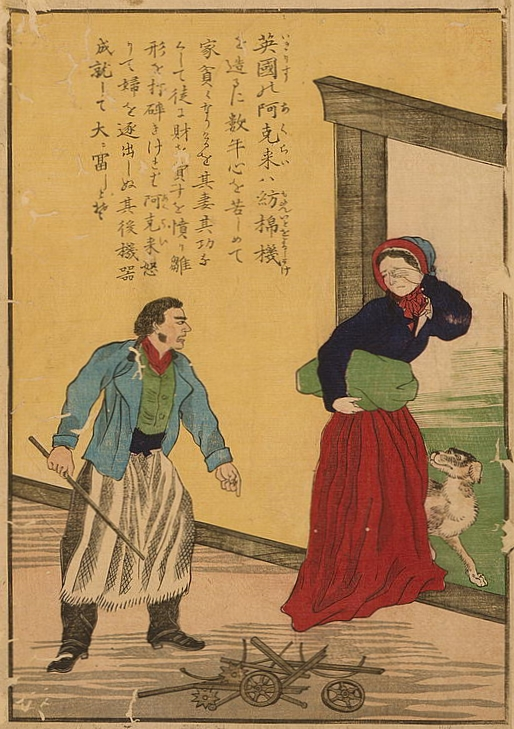
Impressão japonesa do século XIX mostrando um bravo Richard Arkwright enviando sua esposa para a casa de seus pais por ela ter deliberadamente quebrado a roda de fiar do marido

Quanto ao poder paternal (pátrio poder), ele assume cada vez maior importância no divórcio, sendo atribuído em 95% das vezes às mulheres, segundo dados oficiais de 2003 quer no Brasil, quer Portugal, Espanha, e América do Norte.

## Divórcio no Brasil
O casamento introduzido no Brasil no tempo do Império era regido pelas normas da Igreja Católica e o maior dogma referia-se à sua indissolubilidade. Até mesmo nas hipóteses em que se autorizava o divortium quoad thorum et habitationem ("divórcio de cama e habitação"), não havia rompimento do vínculo matrimonial. O que ocorria era apenas a separação de corpos.
Com a República e a laicização do Estado através do Decreto 119-A, de 7 de janeiro de 1890, veio o instituto do casamento a perder o caráter confessional.
O casamento civil foi instituído no Brasil através do Decreto nº 181, de 24 de janeiro de 1890, que não tratava da dissolução do vínculo conjugal, mas previa a separação de corpos (também chamado de divórcio, contrapondo-se ao divortium quoad thorum et habitationem, que era regido pelas leis da Igreja).
As causas aceitáveis a separação de corpos eram:
- adultério;
- sevícia ou injúria grave;
- abandono voluntário do domicílio conjugal por dois anos contínuos;
- mútuo consentimento dos cônjuges, se fossem casados há mais de dois anos.

Foram apresentadas propostas divorcistas, sem êxito.
No Código Civil Brasileiro de 1916 foi introduzido o desquite (judicial ou amigável), como forma de pôr fim à sociedade conjugal. A sentença do desquite apenas autorizava a separação dos cônjuges, pondo termo ao regime de bens. Porém, o vínculo matrimonial permanecia.
A enumeração taxativa das causas de desquite foi repetida: adultério, tentativa de morte, sevícia ou injúria grave e abandono voluntário do lar conjugal (artigo 317). Foi mantido o desquite por mútuo consentimento (art. 318).

Assim, esse instituto criado em 1916 nada mais era do que o divórcio regido pelo Decreto n. 181/1890, mas com outra nomenclatura. Segundo Sílvio Rodrigues:
"A palavra 'desquite' foi introduzida no direito brasileiro com o Código Civil de 1916. O Decreto n. 181/1890, que instituiu entre nós o casamento civil, ainda utilizava a expressão divórcio, embora não o admitisse com o efeito de romper o vínculo conjugal. De forma que o Código Civil, fora modificações menores, nada inovou ao direito anterior, a não ser o nome do instituto."
O divórcio foi instituído oficialmente com a emenda constitucional número 9, de 28 de junho de 1977, regulamentada pela lei 6515 de 26 de dezembro do mesmo ano. A chamada Lei do Divórcio passou a designar o desquite como separação judicial, revogando o Capítulo I e parte do Capítulo II do Título IV do Código Civil de 1916 (artigos 315 a 328) que tratava da Dissolução da Sociedade Conjugal e Proteção da Pessoa e dos Filhos. A lei estabeleceu a modalidade de divórcio-conversão, isto é, depois de separado judicialmente por três anos, o casal poderia requerer a conversão da separação em divórcio. Abria também a possibilidade do divórcio direto, mas somente para os casais separados de fato há mais de cinco anos em 28 de junho de 1977. É importante destacar que esse divórcio era admitido somente uma única vez.
A Constituição Federal de 1988, no seu Artigo 226, §6º, alterou profundamente o divórcio: reduziu o prazo para conversão de três anos para um ano; admitiu o divórcio direto em qualquer época e não somente para separações de fato anteriores à EC n° 09/77; reduziu de cinco para dois anos o prazo de separação de fato e não colocou limites ao número de divórcios, que era limitado pelo artigo 38 da lei 6.515/77 a apenas uma vez. Art. 226.(...) §6º. O casamento civil pode ser dissolvido pelo divórcio, após prévia separação judicial por mais de um ano nos casos expressos em lei, ou comprovada separação de fato por mais de dois anos.
Com a lei 11.441 de 4 de janeiro de 2007, o divórcio e a separação consensuais podem ser requeridos por via administrativa, ou seja, não é necessário ingressar com um ação judicial para o efeito, bastando comparecer a um tabelionato de notas e apresentar o pedido. Tal facilidade só é possível quando o casal não tiver filhos menores de idade ou incapazes.
A Emenda Constitucional nº 66/2010 trouxe significativas mudanças ao § 6º do artigo 226 da Constituição Brasileira. Segundo a regra anterior, o divórcio só poderia ocorrer quando o casal já estivesse separado judicialmente por mais de um ano ou separado de fato por mais de dois anos. Com a emenda, o único fator imprescindível é a vontade exclusiva de um ou de ambos os cônjuges.
É importante mencionar que em 2020 o Superior Tribunal de Justiça (STJ) decidiu pela impossibilidade de conceder o divórcio liminarmente, ou seja, sem a garantia do contraditório e devido ao risco de irreversibilidade da medida. No entanto, essa decisão é considerada isolada e ainda será objeto de intensos debates e discussões no âmbito jurídico.
Um estudo do Banco Interamericano de Desenvolvimento associou a expansão do consumo de telenovelas a um aumento no número de divórcios no Brasil.

## Divórcio em Portugal
O divórcio foi legalizado em 1910, menos de um mês após a proclamação da República, com o Decreto de 3 de novembro daquele ano. Marido e mulher terão, desde então, o mesmo tratamento legal, quanto aos motivos de divórcio e aos direitos sobre os filhos. A esposa deixa de ter o dever de obedecer ao marido. O adultério é crime, mas não se distingue o cometido pela mulher ou pelo homem. Em 1911, o número de divorciados era de 2 685. Contudo, a Concordata assinada com o Vaticano em 1940 retira, dos que se casem na Igreja Católica, o direito de se divorciar - restrição que seria revogada em 1975.
Atualmente, a lei prevê duas modalidades de divórcio: o divórcio por mútuo consentimento e o divórcio sem consentimento do outro cônjuge (divórcio litigioso).
No primeiro caso, a competência para decretar o divórcio cabe, em princípio, às conservatórias do registo civil e, conjuntamente com o divórcio, são reguladas as questões conexas, como sejam o exercício das responsabilidades parentais relativamente aos filhos menores, a atribuição da casa de morada de família, a fixação de uma pensão de alimentos para o cônjuge que deles careça e poderá também ser efectuada a partilha dos bens comuns.
No caso do divórcio litigioso, a competência para o decretamento é dos tribunais e exige-se que o pedido de divórcio tenha um dos seguintes fundamentos: a separação de facto por um ano consecutivo; ou a alteração das faculdades mentais do outro cônjuge; a ausência, sem que do ausente haja notícias, por tempo não inferior a um ano; quaisquer outros factos que, independentemente da culpa dos cônjuges, mostrem a ruptura definitiva do casamento.
No que respeita aos custos do processo, o divórcio por mútuo consentimento realizado numa conservatória do registo civil paga, de emolumentos, 625 euros ou 280 euros, consoante haja ou não partilha de bens. Já nos casos da acção judicial de divórcio (litigioso), o valor mínimo da taxa de justiça a pagar é de 306,00 euros por cada parte. Este pagamento só será devido, porém, após a sentença.
Em 2016 houve em Portugal 22 649 divórcios, menos 1 037 face ao ano anterior e menos 4 411 relativamente a 2011.

## Direito

### Tipos
Em algumas jurisdições, os tribunais raramente aplicam os princípios de culpa, mas podem prontamente responsabilizar uma das partes por violar o dever fiduciário para com o cônjuge. Os fundamentos para o divórcio variam de jurisdição para jurisdição em todo o mundo. Alguns estados possuem Divórcio sem culpa; alguns exigem uma declaração de culpa por parte de um dos parceiros ou de ambos; e outros permitem ambos os métodos.
Na maioria das jurisdições, o divórcio deve ser homologado ou decretado por um juiz em um tribunal para entrar em vigor. Os termos do divórcio geralmente são determinados pelos tribunais, embora possam levar em consideração acordos pré-nupciais ou pós-nupciais, ou ratificar os termos que os cônjuges tenham acordado de forma privada, enquanto em outras jurisdições os acordos relacionados ao casamento precisam ser formalizados por escrito para terem validade. Na ausência de acordo, um divórcio litigioso pode ser estressante para os cônjuges.

#### Divórcio litigioso
Divórcios litigiosos significam que uma ou mais questões devem ser apreciadas por um juiz em nível de julgamento — isso é mais oneroso, e as partes terão que pagar pelos honorários e pela preparação do advogado. Nesse tipo de divórcio, os cônjuges não conseguem chegar a um acordo sobre questões, por exemplo, de guarda dos filhos e partilha dos bens conjugais. Nessas situações, o processo litigioso demora mais para ser concluído. O juiz determina o desfecho do caso. Abordagens menos adversariais para acordo de divórcio têm surgido recentemente, tais como a mediação e o acordo de divórcio colaborativo, que negociam uma resolução mutuamente aceitável para os conflitos. Esse princípio, nos Estados Unidos, é denominado “Resolução Alternativa de Conflitos” e tem ganhado popularidade.

#### Divórcio por culpa
Antes do final da década de 1960, quase todos os países que permitiam o divórcio exigiam que uma das partes comprovasse que a outra havia cometido um ato incompatível com o casamento. Isso era denominado “fundamento” para o divórcio (popularmente chamado de “culpa”) e era a única forma de encerrar um casamento. O Divórcio sem culpa está disponível na Austrália, Nova Zelândia, Canadá, Estados Unidos e outros países ocidentais.
Os divórcios baseados em culpa podem ser contestados; a avaliação das infrações pode envolver alegações de colusão entre as partes para obter o divórcio, ou de condonação por aprovar a infração, conivência por induzir alguém a cometer uma infração, ou de provocação por parte da outra parte. Divórcios por culpa contestados podem ser caros e, geralmente, não são práticos, visto que, no final, a maioria dos divórcios é concedida. A culpa comparativa é uma doutrina utilizada para determinar qual dos cônjuges tem maior responsabilidade quando ambos são culpados por infrações.
Os fundamentos para um divórcio que uma das partes poderia alegar e que precisaria ser comprovado incluíam
- deserção
- abandono (tipicamente 1 ano)
- crueldade
- embriaguez habitual
- dependência de drogas
- adultério

A exigência de provar um fundamento foi revisada e retirada pelos estatutos de “divórcio sem culpa”, que se tornaram populares em muitos países ocidentais no final da década de 1960 e início da década de 1970.

#### Divórcio sumário
O divórcio sumário ou simples, disponível em algumas jurisdições, é utilizado quando os cônjuges atendem a certos requisitos de elegibilidade ou podem chegar a um acordo sobre questões fundamentais previamente.
Fatores principais:
- Duração curta do casamento (menos de cinco anos)
- Ausência de filhos (ou, em algumas jurisdições, atribuição prévia da guarda dos filhos e definição da pensão alimentícia, tanto quanto à orientação quanto ao valor)
- Ausência ou valor mínimo de bens imóveis em questão e quaisquer ônus associados, como hipotecas
- Ausência de bens considerados como propriedade conjugal acima de um determinado limite de valor (cerca de $35.000, sem incluir veículos)
- Ausência, para cada cônjuge, de reivindicações sobre bens pessoais acima de um determinado limite de valor, tipicamente o mesmo aplicado à totalidade dos bens conjugais, sendo que tais reivindicações incluem reivindicações de propriedade exclusiva anterior de bens que o outro cônjuge descreve como parte do patrimônio conjugal

#### Divórcio sem culpa
A maioria das jurisdições ocidentais adota um sistema de divórcio sem culpa, no qual o divórcio pode ser concedido com base apenas na alegação por uma das partes de que o casamento se deteriorou de forma irreversível, sem necessidade de alegar ou provar culpa. O pedido pode ser feito por qualquer uma das partes ou por ambas conjuntamente.
Em jurisdições que adotam o princípio do divórcio sem culpa, alguns tribunais ainda podem levar em consideração a culpa ao determinar certos aspectos dos termos da sentença de divórcio, por exemplo, a divisão dos bens e dívidas e a concessão de pensão alimentícia para o cônjuge. Alguns comportamentos que podem constituir culpa conjugal, como violência, crueldade ou abuso de substâncias, também podem ser considerados ao determinar a guarda dos filhos, mas as decisões de guarda são tomadas com base em um critério fundamental diferente: o melhor interesse da criança ou das crianças.

#### Divórcio consensual
Uma grande porcentagem dos casos de divórcio é “consensual”, significando que as partes do divórcio conseguem chegar a um acordo sobre a divisão dos bens, a guarda dos filhos e as questões de pensão, em vez de ter essas questões decididas por um juiz. Também é conhecido como divórcio por consentimento mútuo ou divórcio mútuo. Quando as partes conseguem chegar a um acordo e apresentar ao tribunal um acordo justo e equitativo, a aprovação do divórcio é normalmente concedida. Quando as questões não são complexas e as partes são cooperativas, um acordo pode frequentemente ser negociado diretamente entre elas. Se as duas partes não conseguirem chegar a um acordo, elas podem solicitar ao tribunal que decida sobre a divisão dos bens e a guarda dos filhos. Embora isso possa ser necessário, os tribunais preferem que as partes cheguem a um acordo antes de ingressar no processo judicial.
Nos Estados Unidos, muitos sistemas de tribunais estaduais relatam que um número significativo de casos de divórcio é ajuizado pro se, o que significa que as partes representam a si mesmas sem a assistência de um advogado. Por exemplo, tribunais em áreas urbanas da Califórnia relatam que quase 80% dos novos divórcios são ajuizados pro se.

#### Divórcio colaborativo
Divórcio colaborativo é um método para casais em processo de divórcio chegarem a um acordo sobre as questões relativas ao divórcio. No divórcio colaborativo, as partes negociam uma resolução acordada com a assistência de advogados que são treinados no processo de divórcio colaborativo e na mediação, e frequentemente com o auxílio de um especialista financeiro neutro ou de orientadores de divórcio. As partes são capacitadas para tomar suas próprias decisões com base em suas necessidades e interesses, mas com informações completas e pleno suporte profissional.
Uma vez iniciado o divórcio colaborativo, os advogados ficam impedidos de representar as partes em um processo judicial litigioso, caso o processo de Direito colaborativo termine prematuramente.

#### Divórcio eletrônico
Portugal, por exemplo, permite que duas pessoas protocolizem um pedido eletrônico de divórcio sem culpa Divórcio colaborativo em uma entidade administrativa não Poder Judiciário administrativa entidade. Em casos específicos, sem crianças, bens imóveis, pensão alimentícia ou endereço comum, o processo pode ser concluído em uma hora.

#### Divórcio mediado
A mediação de divórcio é uma alternativa à litigiosidade tradicional no divórcio. Em uma sessão de mediação de divórcio, um mediador facilita a discussão entre as duas partes, auxiliando na comunicação e fornecendo informações e sugestões para ajudar a resolver as divergências. Ao final do processo de mediação, as partes separadas geralmente elaboram um acordo de divórcio personalizado que pode ser submetido ao tribunal. As sessões de mediação podem contar com os advogados de uma das partes, um advogado neutro, ou um advogado-mediador que possa informar ambas as partes sobre seus direitos legais, mas sem fornecer aconselhamento a nenhuma das partes, ou podem ser conduzidas com a assistência de um mediador facilitador ou transformativo, sem a presença de advogados. Algumas empresas de mediação, como a Wevorce, também associam os clientes a conselheiros, planejadores financeiros e outros profissionais para superar pontos críticos comuns na mediação. Os mediadores de divórcio podem ser advogados com experiência em casos de divórcio, ou podem ser mediadores profissionais que não são advogados, mas que possuem treinamento específico na área de questões do tribunal de família. A mediação de divórcio pode ser significativamente menos onerosa, tanto financeiramente quanto emocionalmente, do que a litigiosidade. A taxa de adesão aos acordos mediados é muito superior àquela observada nas ordens judiciais.

## Divórcios históricos
Abaixo, os valores de alguns divórcios de casais famosos. Os valores estão expressos em dólares estadunidenses.
- Príncipe Carlos e Lady Diana: 28 milhões
- Donald Trump e Ivana Trump: 50 milhões
- Kenny Rogers e Marianne: 60 milhões
- Kevin Costner e Cindy: 80 milhões
- Julio Bozano e Iva: 100 milhões
- Steven Spielberg e Amy Irving: 89,97 milhões

## Visão religiosa
Cada religião tem a sua própria maneira de encarar o divórcio. Para o catolicismo, este não é possível, uma vez que na Bíblia encontra-se a frase Quod ergo Deus coniunxit, homo ne separet (Mc 10,2-16).
No judaísmo, por sua vez, é apenas possível o divórcio por parte do homem, apoiando-se na Torah:
| “ | Se um homem tomar uma mulher e se casar com ela, e se ela não for agradável a seus olhos, por ter ele achado coisa indecente nela, e se ele lhe lavrar um termo de divórcio, e lho der na mão, e a despedir de casa; e se ela, saindo da sua casa, for e se casar com outro homem... | ” |

O islamismo reconhece, tecnicamente, o direito de ambos os parceiros de pedirem o divórcio, embora para a mulher o processo seja consideravelmente mais complicado: enquanto para o homem basta repetir três vezes "eu te repudio", para as mulheres é exigida alguma falta grave do marido (em teoria, ela poderia pedir o divórcio pelo simples fato de não querer se manter mais na casa, através da Khula, todavia isto é na prática impossível nas sociedades conservadoras).

## Causas
No mundo ocidental como um todo, dois terços dos divórcios são iniciados por mulheres. Nos Estados Unidos, 69% dos divórcios são iniciados por mulheres e isso pode ser devido a uma maior sensibilidade às dificuldades relacionais. 66% de todos os divórcios ocorrem em casais sem filhos. Um estudo anual no Reino Unido, realizado por consultores de gestão Grant Thornton, estima as principais causa imediatas do divórcio com base em pesquisas com advogados de família. As principais causas em 2004 foram:
- Adultério – 27%
- Conflitos familiares (por exemplo, com os sogros) – 18%
- Violência doméstica – 17%
- Crise da meia-idade – 13%
- Vícios, ex.: Alcoolismo e jogos de azar – 6%
- Trabalho compulsivo – 6%
- Outros fatores – 13%

De acordo com essa pesquisa, os maridos se envolveram em casos extraconjugais em 75% dos casos, e as esposas, em 25%. Em situações de conflitos familiares, as famílias das esposas foram a principal fonte de atrito em 78% dos casos, comparadas a 22% das famílias dos maridos. O abuso emocional e físico foi distribuído de forma mais equilibrada, afetando 60% das esposas e 40% dos maridos. Em 70% dos divórcios relacionados ao workaholismo, os maridos foram a causa, e em 30%, as esposas. A pesquisa de 2004 constatou que 93% dos casos de divórcio foram requeridos pelas esposas, sendo muito poucos contestados. 53% dos divórcios ocorreram em casamentos que duraram de 10 a 15 anos, com 40% terminando após 5 a 10 anos. Os primeiros 5 anos são relativamente livres de divórcio, e se um casamento sobrevive por mais de 20 anos, é improvável que termine em divórcio.
Cientistas sociais estudam as causas do divórcio em termos de fatores subjacentes que podem motivar o término do casamento. Um desses fatores é a idade em que a pessoa se casa; adiar o casamento pode proporcionar mais oportunidades ou experiência na escolha de um parceiro compatível.
Salário, renda e proporções de sexo são outros fatores subjacentes que foram incluídos em análises por sociólogos e economistas. Casais com uma alta Renda familiar têm menos probabilidade de se divorciar do que casais de baixa renda.
Outros fatores pessoais, como frequentar serviços religiosos regularmente e ter pelo menos um filho em comum, também reduzem o risco de divórcio.
Outros fatores incluem o próprio casamento: gastar relativamente pouco com a cerimônia, mas ter um número relativamente elevado de convidados presentes (por exemplo, 50 ou mais pessoas) e realizar uma lua de mel, está associado a um menor risco de divórcio. Cerimônias de alto custo podem tensionar os casamentos ao causar Estresse por dívidas.

### Efeito da coabitação
A elevação das taxas de divórcio entre casais que conviveram antes do casamento é denominada "efeito da coabitação". Evidências sugerem que, embora essa correlação se deva em parte a duas formas de seleção (a) em que pessoas cujos códigos morais ou religiosos permitem a coabitação também têm maior probabilidade de considerar o divórcio permitido pela moral ou religião e (b) que o casamento baseado em baixos níveis de compromisso é mais comum entre casais que convivem do que entre aqueles que não convivem, de modo que os níveis médios e medianos de compromisso no início do casamento são menores entre os casais que convivem do que entre os que não convivem, a experiência de coabitação em si exerce pelo menos algum efeito independente sobre a união conjugal subsequente.
Em 2010, um estudo de Jay Teachman, publicado na Journal of Marriage and Family, constatou que mulheres que conviveram ou tiveram relações sexuais pré-maritais com homens que não fossem seus maridos têm um risco aumentado de divórcio e que esse efeito é mais acentuado para as mulheres que conviveram com vários homens antes do casamento. Para Teachman, o fato de que o risco elevado de divórcio só é experimentado quando o(s) parceiro(s) pré-matrimonial é alguém diferente do marido indica que o sexo pré-matrimonial e a coabitação são agora parte normal do processo de namoro nos Estados Unidos. Este estudo considera apenas dados de mulheres da Pesquisa Nacional de Crescimento Familiar de 1995 nos Estados Unidos. O divórcio às vezes é causado por um dos parceiros considerar o outro pouco atraente.
Estudos recentes mostram que o efeito da coabitação no divórcio varia entre diferentes culturas e períodos. Outro artigo publicado na Journal of Marriage and Family constatou que, quando a coabitação era incomum na China pré-reforma, a coabitação pré-matrimonial aumentava a probabilidade de divórcio subsequente, mas essa associação desapareceu quando a coabitação se tornou prevalente.

### Doenças médicas graves
As mulheres têm seis vezes mais probabilidade de se separar ou divorciar logo após um diagnóstico de Câncer ou Esclerose múltipla do que os homens. Uma revisão encontrou uma pequena diminuição na taxa de divórcio associada à maioria dos tipos de câncer, mas apontou fraquezas metodológicas em muitos estudos publicados que investigaram a associação entre divórcio e câncer.

## Consequências
As consequências de uma vida conjugal arruinada vão desde o nível físico até o setor emocional, não somente do casal, mas também dos que o cercam. O casamento está estatisticamente relacionado a um ganho de peso, mas estudos dizem que o divórcio também pode aumentar significativamente o peso corporal. Um estudo realizado em Chicago e contando com a participação de 8 652 pessoas com idades entre 51 e 61 anos também detectou que os divorciados têm 20% a mais de chances de desenvolver doenças crônicas, como o câncer, do que aqueles que nunca se casaram.
Se o casal sofre psicologicamente e fisicamente, os filhos também não ficam ilesos. Portanto, consequência para as crianças existem, mais ou menos, de acordo com vários fatores, incluindo a própria resolução favorável da separação para os pais, a idade das crianças e o seu grau de desenvolvimento. Poucas crianças demonstram sentirem-se aliviadas com a decisão do divórcio. Na idade de 8 a 12 anos, em geral, a criança reage com raiva franca de um ou de ambos os pais, por terem causado a separação. Por vezes, demonstram ansiedade, solidão e sentimentos de humilhação por sua própria impotência diante do ocorrido. O desempenho escolar e o relacionamento com colegas podem ter prejuízo nesta fase. Já os adolescentes sofrem com o divórcio muitas vezes com depressão, raiva intensa ou com comportamentos rebeldes e desorganizados.
Alguns dos efeitos associados ao divórcio incluem problemas acadêmicos, comportamentais e psicológicos. Embora isso possa nem sempre ser verdade, estudos sugerem que crianças de famílias divorciadas têm maior probabilidade de apresentar tais problemas comportamentais do que aquelas de famílias não divorciadas.

### Divórcio e relacionamentos
Pesquisas realizadas na Universidade do Norte de Illinois no campo dos Estudos Familiares e Infantis sugerem que o divórcio de casais que vivenciam altos níveis de conflito pode afetar positivamente as famílias ao reduzir o conflito no lar. Existem, no entanto, muitos casos em que a relação entre pais e filhos pode ser prejudicada pelo divórcio. Muitas vezes, o apoio financeiro é perdido quando um adulto passa pelo divórcio. Esse adulto pode ser obrigado a assumir trabalhos adicionais para manter a estabilidade financeira, o que pode levar a uma relação negativa entre pais e filhos, decorrente da falta de atenção à criança e de uma supervisão parental mínima.
Estudos também demonstraram que as habilidades parentais diminuem após o divórcio; contudo, esse efeito é apenas uma mudança temporária. "Muitos pesquisadores demonstraram que um desequilíbrio, incluindo a diminuição das habilidades parentais, ocorre no ano seguinte ao divórcio, mas que, após dois anos, ocorre uma reestabilização e as habilidades parentais melhoram."
Alguns casais optam pelo divórcio mesmo quando o desejo de um dos cônjuges de permanecer casado é maior do que o desejo do outro de se divorciar. Em economia, isso é conhecido como o paradoxo de Zelder e é mais comum em casamentos que tiveram filhos, sendo menos frequente em casais sem filhos.
Pesquisas também constataram que pessoas recentemente divorciadas relatam níveis significativamente mais altos de hostilidade após o divórcio do que antes, e que esse efeito se aplica igualmente a homens e mulheres.
Em um estudo da Associação Americana de Psicologia sobre a mudança de residência dos pais após o divórcio, os pesquisadores constataram que essa mudança tem um efeito a longo prazo sobre as crianças. No primeiro estudo conduzido com 2.000 estudantes universitários sobre os efeitos da mudança de residência dos pais no bem-estar de seus filhos após o divórcio, foram encontradas diferenças significativas. Em famílias divorciadas nas quais um dos pais se mudou, os estudantes recebiam menos apoio financeiro dos pais em comparação com aquelas em que nenhum dos pais mudou de residência. Essas descobertas implicam outros desfechos negativos para esses estudantes, como maior angústia relacionada ao divórcio e a ausência de apoio emocional dos pais. Embora os dados sugiram desfechos negativos para esses estudantes cujos pais se mudaram após o divórcio, há pesquisas insuficientes para comprovar, isoladamente, o bem-estar geral da criança.
Um estudo mais recente no Journal of Family Psychology constatou que os pais que se mudam para mais de uma hora de distância de seus filhos após o divórcio estão muito menos favorecidos do que aqueles que permanecem na mesma localidade.

### Efeitos sobre as crianças
Pesquisas demonstraram que as crianças são profundamente afetadas pela dissolução do casamento dos pais. Na maioria dos casos, esses efeitos manifestam-se como dificuldades acadêmicas, problemas na regulação do humor e das emoções, e uma tendência a buscar refúgio em substâncias ou atividades prejudiciais, como drogas, álcool e violência.

#### Acadêmico e Socioeconômico
Frequentemente, crianças que vivenciaram o divórcio dos pais apresentam um desempenho acadêmico inferior ao de crianças de famílias não divorciadas.
Uma revisão dos fatores familiares e escolares relacionados ao desempenho acadêmico dos adolescentes observou que uma criança de família divorciada tem o dobro de chances de abandonar o ensino médio em comparação com uma criança de família não divorciada. Essas crianças também podem ter menor probabilidade de ingressar no ensino superior, encerrando, assim, sua trajetória acadêmica.
Frequentemente, problemas acadêmicos estão associados a crianças de famílias Família monoparental. Estudos demonstraram que isso pode estar diretamente relacionado ao impacto econômico do divórcio. Um divórcio pode resultar na mudança do pai ou da mãe e dos filhos para uma área com uma taxa de pobreza mais elevada e um sistema educacional precário, devido às dificuldades financeiras enfrentadas pelo responsável único.
Crianças de pais divorciados, em média, alcançam níveis inferiores de status socioeconômico, renda e acúmulo de patrimônio do que aquelas de pais que permanecem casados. Esses desfechos estão associados a um desempenho educacional reduzido.
Jovens, tanto homens quanto mulheres, entre 7 e 16 anos que vivenciaram o divórcio dos pais são mais propensos, em comparação com aqueles que não passaram por essa experiência, a deixar o lar devido a atritos, a conviver em união estável antes do casamento e a ter um filho antes do matrimônio.
O divórcio frequentemente resulta em um desempenho acadêmico pior em crianças de 7 a 12 anos, sendo o efeito negativo mais pronunciado nas pontuações de testes de leitura. Tais efeitos negativos tendem a persistir e até se intensificar após o divórcio ou a separação.

#### Psicológico
O divórcio está associado à redução do bem-estar psicológico em crianças e em descendentes adultos de pais divorciados, incluindo maior infelicidade, menor satisfação com a vida, sensação reduzida de controle pessoal, ansiedade, depressão e maior uso de serviços de saúde mental. Uma ampla evidência indica que há um efeito causal entre o divórcio e esses desfechos.
Um estudo na Suécia conduzido pelo Centre for Health Equity Studies (Chess) da Universidade de Estocolmo/Karolinska Institutet, publicado no Journal of Epidemiology & Community Health, constatou que crianças que vivem com apenas um dos pais após o divórcio sofrem de mais problemas, como dores de cabeça, dores de estômago, sentimentos de tensão e tristeza, do que aquelas cujos pais compartilham a guarda.
Crianças de pais divorciados também têm maior probabilidade de vivenciar conflitos em seus próprios casamentos e de se divorciarem. Ademais, são mais propensas a se envolver em relações de convivência de curto prazo, que frequentemente se dissolvem antes do casamento.
Existem diversos estudos que demonstram a transmissão intergeracional do divórcio, mas isso não significa que ter pais divorciados levará, necessariamente, uma criança a se divorciar. Dois fatores principais aumentam a probabilidade dessa transmissão: primeiro, tendências biológicas herdadas ou condições genéticas podem predispor uma criança ao divórcio, assim como o "modelo de casamento" apresentado pelos pais.
De acordo com Nicholas Wall, ex-Presidente da Divisão de Família da Alta Corte de Justiça Inglesa, "As pessoas pensam que a criação dos filhos após a separação é fácil – na verdade, é extremamente difícil, e, de modo geral, minha experiência é que quanto mais inteligente o pai ou a mãe, mais intratável é a disputa. Não há nada pior, para a maioria das crianças, do que ver seus pais se denegrirem mutuamente. Os pais simplesmente não percebem o dano que causam aos seus filhos com as batalhas que travam por eles. Pais separados raramente se comportam de maneira razoável, embora sempre acreditem que estão agindo corretamente e que a outra parte está se comportando de forma irracional."
Crianças envolvidas em casos de divórcio ou disputas de custódia com alto nível de conflito podem experimentar diversas formas de sofrimento psicológico devido ao conflito entre os pais.
Profissionais do direito reconhecem que comportamentos de alienação são comuns em casos de custódia de crianças, mas são cautelosos quanto à aceitação do conceito de Alienação parental.
Pesquisas indicam que as crianças podem ser afetadas de 2 a 4 anos antes mesmo da separação ou do divórcio ocorrer. Isso pode ser devido ao conflito parental, à antecipação do divórcio e à diminuição do contato com os pais. Muitos casais acreditam que, ao se separar ou se divorciar legalmente, estão ajudando seus filhos, e que, em situações de conflito ou abuso parental extremo, essa decisão provavelmente será benéfica.
A exposição ao conflito e à instabilidade conjugal, na maioria das vezes, tem consequências negativas para as crianças. Diversos mecanismos podem ser responsáveis por isso. Primeiramente, observar um conflito aberto entre os pais é um fator de estresse direto para as crianças.
Estudos observacionais revelam que as crianças reagem ao conflito entre os pais com medo, raiva ou inibição do comportamento normal. Crianças em idade pré-escolar – que tendem a ser egocêntricas – podem se culpar pelo conflito conjugal, resultando em sentimentos de culpa e baixa autoestima. O conflito entre os pais também tende a transbordar e afetar negativamente a qualidade das interações entre pais e filhos. Os pesquisadores descobriram que as associações entre o conflito conjugal e os problemas externalizantes e internalizantes das crianças foram amplamente mediadas pelo uso de punições severas e pelo conflito entre pais e filhos. Ademais, ao modelarem agressões verbais ou físicas, os pais "ensinam" seus filhos que desentendimentos são resolvidos por meio de conflito, em vez de por meio de uma discussão calma. Consequentemente, as crianças podem não aprender as habilidades sociais necessárias (como a capacidade de negociar e chegar a compromissos) para formar relações mutuamente gratificantes com seus pares.

#### Má conduta e Abuso de Substâncias
Crianças de pais divorciados ou separados apresentam um aumento nos problemas comportamentais, e o conflito conjugal que acompanha o divórcio dos pais coloca em risco a competência social da criança. Essas crianças têm maior probabilidade de buscar maneiras de lidar com suas emoções. Para muitos que enfrentam dificuldades na compreensão social, conceitos de abuso ou a falta de afeto no lar, o uso de drogas e a má conduta geral ou a violência podem ser algumas das formas de alívio nas quais se envolvem.

### Divórcio de casais idosos
Nos Estados Unidos da América, desde meados da década de 1990, a taxa de divórcio aumentou para mais de 50% entre os Baby boomer. Cada vez mais, idosos permanecem solteiros; uma análise de dados do censo realizada na Universidade Estadual de Bowling Green previu que os números de divórcio continuariam a crescer. Os baby boomers que permanecem não casados têm cinco vezes mais probabilidade de viver na pobreza do que aqueles que são casados. Além disso, eles têm três vezes mais probabilidade de receber cupons de alimentação, assistência pública ou pagamentos por invalidez.
Sociologistas acreditam que o aumento no número de americanos mais velhos que não são casados é resultado de fatores como longevidade e economia. As mulheres, especialmente, estão se tornando cada vez mais financeiramente independentes, o que lhes permite sentir-se mais seguras estando sozinhas, além da mudança nas percepções sobre ser divorciada ou solteira. Isso resultou em menos pressão para que os baby boomers se casem ou permaneçam casados.

## Divórcio no mundo
As Maldivas têm uma das mais altas taxas de divórcio do mundo, com 5,52 divórcios por 1 000 habitantes.

### Ásia

#### China
Atualmente, a China apresenta uma das maiores taxas de divórcio na região Ásia-Pacífico. Comparada ao ano 2000, a taxa bruta de divórcios na China aumentou substancialmente, passando de 0,96 para 3,09 em 2020. Embora a taxa de divórcios na China tenha aumentado desde 2000, a maior taxa bruta registrada nos últimos 20 anos ocorreu em 2019, com 3,36 divórcios. Desde 2019, a taxa registrada de divórcios na China diminuiu.
A partir de 2019, as mulheres iniciam mais de 70% dos divórcios na China.(p232)
A China adota o divórcio sem culpa, implementado por meio da Nova Lei do Casamento em 1950. Isso permite que os indivíduos se divorciem sem apresentar evidências de má conduta. A China é um dos poucos países asiáticos que permite o divórcio sem culpa. [carece de fontes?]
A partir de janeiro de 2021, a China introduziu uma nova política denominada "regra de resfriamento". Diante do aumento anual das taxas de divórcio, a *Edição de Casamento e Família do Código Civil da República Popular da China* garantiu o artigo 1077, que estabelece um período de reflexão obrigatório, o qual possui duas exigências. Primeiramente, no dia em que as autoridades recebem os pedidos de divórcio, ambas as partes podem retirar o registro dentro de 30 dias; além disso, após o término dos 30 dias, os casais devem comparecer fisicamente para solicitar a certidão de divórcio e, caso não compareçam, o pedido inicial de divórcio será automaticamente considerado como retirado. Esta nova política tem sido extremamente controversa, pois exige que os casais aguardem pelo menos 30 dias antes de iniciar o processo de divórcio. O período de reflexão de 30 dias foi criado com o objetivo de gerar maior estabilidade social, evitando que os casais tomem decisões precipitadas ou baseadas em impulsos emocionais momentâneos. A estabilidade familiar sempre foi culturalmente enraizada na China, influenciada pelas crenças confucionistas, segundo as quais a harmonia familiar resulta no sucesso em todas as áreas. Um divórcio só pode ser concedido quando os casais passam por um adiamento de um mês para que possam tomar uma decisão.
Desde a implementação da regra de resfriamento, o Ministério dos Assuntos Civis da China constatou uma queda acentuada de 72% nas taxas de divórcio em relação ao trimestre anterior. Dado o período de 30 dias de reflexão, muitos casais mudaram de ideia, o que corrobora o argumento de que a maioria das decisões de divórcio são tomadas de forma irracional e emocional. Embora haja um efeito positivo na redução dos divórcios no país, os cidadãos chineses não têm respondido favoravelmente à política de resfriamento, o que preocupa mulheres em casamentos com casos de abuso doméstico. De fato, segundo o China Digital Times, uma mulher chamada Kan Xiaofang morreu em decorrência de abuso doméstico, pois, ao solicitar o divórcio em 2021, teve que esperar 30 dias para que o processo fosse finalizado – ela foi "esfaqueada até a morte" por seu marido. A regra de 30 dias enfureceu as feministas chinesas, que acreditam que a política mina o conceito de liberdade e não leva em consideração a violência doméstica, que é comum nos lares chineses. A política de resfriamento ainda é relativamente nova, tendo sido implementada há menos de 2 anos. Portanto, essa política ainda precisa ser analisada mais profundamente para avaliar os efeitos e as consequências do adiamento do processo de divórcio.

#### Índia
A Índia possui uma das menores taxas de divórcio do mundo, com cerca de 1% dos casamentos terminando em divórcio, principalmente porque o divórcio ainda é estigmatizado e considerado um tabu em muitas famílias indianas.[carece de fontes?] Embora tenha sido considerado um tabu na década de 1980, atualmente a mentalidade das pessoas começou a mudar e o tabu em relação ao divórcio diminuiu.[carece de fontes?]

#### Indonésia
Em 2020, foram registrados cerca de 291.000 divórcios na Indonésia. Esses números são inferiores aos do ano anterior – supostamente devido à pandemia e a um processo de dissolução mais longo. Os divórcios são resolvidos em tribunais religiosos, se o casal for muçulmano, ou por meio do "talaq", em que o homem casado pode declarar o divórcio para sua esposa.
Existem seis fundamentos para o divórcio, com mais dois para casamentos muçulmanos, que incluem:
1. Um dos cônjuges cometeu adultério, é alcoólatra, é dependente de drogas, é jogador ou possui outros vícios difíceis de serem corrigidos
2. Um dos cônjuges desertou do outro por dois anos consecutivos – sem consentimento e sem razões legítimas
3. Um dos cônjuges foi condenado à prisão por cinco anos ou mais
4. Um dos cônjuges recorreu à crueldade ou a maus-tratos severos, colocando em risco a vida do outro
5. Um dos cônjuges desenvolveu uma deficiência ou doença que o impede de cumprir os deveres de marido ou mulher
6. Os cônjuges apresentam diferenças irreconciliáveis, evidenciadas por desentendimentos frequentes
7. O marido violou o taklik talak (uma promessa que o marido expressamente fez e registrou na certidão de casamento)
8. Uma das partes converte-se do Islã para outra fé

#### Irã
O Irã introduziu cotas de divórcio para conter o aumento das taxas de divórcio em meio a baixas taxas de casamento. A lei concede à parte feminina o divórcio facilitado se houver um documento certificado que comprove a falta de compatibilidade. Em parte devido às condições econômicas, um em cada três casamentos resultou em divórcio até 2021; as altas taxas estão associadas à mudança no status das mulheres e ao empoderamento dos indivíduos.

#### Japão
No Japão, os divórcios vinham aumentando desde a década de 1960 até 2002, quando atingiram um pico de 290.000 divórcios. Embora as taxas de divórcio tenham aumentado desde os anos 1900, elas também diminuíram ligeiramente desde 2002. De fato, em 2020, houve aproximadamente 193.300 divórcios. Isso representa uma queda significativa em relação ao ano anterior, 2019, que registrou 208.489 divórcios.
Existem vários tipos de divórcio no Japão: divórcio por acordo, divórcio por conciliação e divórcio por decisão judicial.
O divórcio por acordo (rikon) ocorre quando ambas as partes concordam mutuamente em se separar, não sendo necessário recorrer ao judiciário. Este é o tipo de divórcio mais comum no Japão. O divórcio por conciliação (chotei rikon) é solicitado quando as partes não conseguem chegar a um acordo quanto aos termos da separação. Assim, esses casos são levados ao tribunal na esperança de se chegar a um acordo mútuo. Por fim, o divórcio por decisão judicial (saiban rikon) ocorre quando as partes não conseguem chegar a um acordo durante o processo de conciliação no tribunal. O divórcio por decisão judicial é incomum no Japão.

#### Singapura
Singapura apresenta uma taxa bruta de divórcios de 1,7 divórcios para cada 1.000 residentes. Singapura registrou uma diminuição nas taxas de divórcio em comparação com anos anteriores. De fato, 2020 marca o menor número de divórcios registrados. Em 2020, houve 6.700 divórcios, em comparação com o período de 2015–2019, que registrou uma média de 7.536 dissoluções matrimoniais. Adicionalmente, a maioria dos divórcios foi iniciada por mulheres.
Singapura exige que o requerente esteja casado por três anos antes de solicitar o divórcio. Dito isso, se alguém tiver sofrido dificuldades excepcionais, poderá solicitar o divórcio antes desse período de três anos. Além disso, para obter o divórcio, deve haver prova de uma "quebra irreversível" em um dos quatro fatores: adultério, comportamento irracional, abandono e separação.

#### Coreia do Sul
A taxa bruta de divórcios na Coreia do Sul em 2020 foi de 2,1. Comparado aos anos anteriores, o número de divórcios registrados indica que há menos pedidos de divórcio a cada ano. Tanto o número de casamentos quanto o de divórcios diminuíram em relação a 2019, em 10,7% e 3,9%, respectivamente.
A maior proporção de divórcios em 2020 ocorreu entre aqueles que estavam casados há 20 anos ou mais, seguidos por aqueles casados há quatro anos ou menos. Esses dados podem sugerir que o divórcio se tornou mais socialmente aceito na Coreia do Sul e que o estigma em relação à separação diminuiu.

#### Taiwan
A taxa de divórcios em Taiwan em 2020 foi de 2,19 divórcios para cada 1.000 residentes. Este é o menor índice de divórcios registrado nos últimos 10 anos. Muitos divórcios em Taiwan não são realizados em tribunal, se houver um acordo mútuo. Se uma das partes não concordar com o divórcio, o outro cônjuge pode solicitar o divórcio por um motivo válido, como bigamia, infidelidade, maus-tratos ou abandono. Antes de 2020, o adultério em Taiwan era considerado um crime e punido por lei.

### Europa
O divórcio aumentou em toda a Europa na última década – a taxa varia entre os países europeus. Um estudo estimou que as reformas legais foram responsáveis por um aumento de cerca de 20% nas taxas de divórcio na Europa entre 1960 e 2002. Em 2019, Luxemburgo apresentou a maior taxa de divórcio por 100 casamentos, seguido por Portugal, Finlândia e Espanha. Os países europeus com alguns dos menores números de divórcios por 100 casamentos são a Irlanda e Malta.

#### Sérvia
Em média, para cada três novos casamentos na Sérvia, ocorre um divórcio. Em 2019, foram celebrados 35.570 casamentos na Sérvia, 10.899 casamentos foram dissolvidos, e o número de divórcios por 1.000 habitantes foi de 1,6%.

#### Suécia
Os processos de divórcio na Suécia começam com um pedido de separação conjugal apresentado ao tribunal distrital. O pedido pode ser apresentado conjuntamente por ambas as partes, caso os cônjuges estejam de acordo, ou individualmente por qualquer uma das partes, que não precisam consentir com o divórcio. Os cônjuges que concordam com o divórcio e não têm filhos com menos de 16 anos recebem uma sentença (decisão) de divórcio em poucas semanas. Se houver filhos com menos de 16 anos (incluindo enteados), as partes devem aguardar 6 meses antes que uma ou ambas possam solicitar a finalização do divórcio, para que a separação conjugal seja formalizada. Se as partes viveram separadas por pelo menos dois anos antes do pedido de separação, o tribunal distrital pode decidir por um divórcio direto.
Cinquenta por cento de todos os casamentos na Suécia terminam em divórcio. Os casamentos que terminaram em divórcio duraram, em média, 11,7 anos. A faixa etária mais comum para o divórcio é entre 35 e 49 anos. Casais sem filhos em comum se separam ou se divorciam com maior frequência.

#### Reino Unido
Em 2015, as taxas mais altas de divórcios no Reino Unido foram registradas em regiões litorâneas, com Blackpool ocupando a primeira posição. A taxa de divórcios no Reino Unido é estimada em 42% e, em 2019, cerca de 107.599 divórcios foram registrados. O maior número de pedidos de divórcio é, supostamente, realizado no Dia do Divórcio, que ocorre sempre na primeira segunda-feira do ano novo.

### América do Norte

#### Estados Unidos
A taxa bruta de divórcios em 2022 nos Estados Unidos é de 2,3 divórcios. Isso é significativamente inferior aos anos anteriores, como em 2001, quando foram registrados 4,1 divórcios. Esses achados recentes sugerem uma tendência de queda no número de pessoas que dissolvem o casamento. No entanto, as taxas de divórcio variam de estado para estado.
O Centro Nacional de Estatísticas de Saúde relata que, nos Estados Unidos, esposas, na presença de filhos, solicitaram o divórcio em aproximadamente dois terços dos casos de 1975 a 1988. Por exemplo, 71,4% dos casos foram solicitados por mulheres em 1975 e 65% em 1988. Estima-se que mais de 95% dos divórcios nos EUA sejam "não contestados", pois as duas partes conseguem chegar a um acordo sem a necessidade de uma audiência (seja com ou sem advogados/mediadores/consultores colaborativos) sobre questões de propriedade, filhos e pensão alimentícia.
Em 2000, a taxa de divórcios atingiu seu pico, em 40%, mas desde então tem diminuído lentamente. Em 2001, casamentos entre pessoas de diferentes religiões tinham três vezes mais probabilidade de se divorciar do que aqueles entre pessoas da mesma fé. De fato, em um estudo de 1993, membros de duas religiões protestantes tradicionais tinham 20% de chance de se divorciarem em 5 anos; 33% para casamentos católicos e evangélicos, e 40% para casamentos envolvendo um judeu e um cristão.
Casais de diferentes etnias e raças também apresentaram estatísticas de divórcio distintas. Em 2008, um estudo de Jenifer L. Bratter e Rosalind B. King no Centro de Informações sobre Recursos Educacionais, constatou que uniões entre homens brancos e mulheres não-brancas, assim como entre hispânicos e indivíduos não hispânicos, apresentam riscos de divórcio semelhantes ou inferiores aos casamentos entre brancos. Uniões entre um homem branco e uma mulher negra duram mais do que uniões entre dois brancos ou entre um branco e uma pessoa asiática. Por outro lado, uma mulher branca casada com um homem negro ou com um homem asiático tem maior propensão ao divórcio do que uniões entre brancos.
Além disso, conforme constatado em 2010, o sucesso no casamento está associado a um nível educacional mais elevado e a uma idade mais avançada. Por exemplo, 81% dos formados universitários com mais de 26 anos, que se casaram na década de 1980, ainda estavam casados 20 anos depois. Adicionalmente, 65% dos formados universitários com menos de 26 anos, que se casaram na década de 1980, continuavam casados 20 anos depois. Além disso, 49% dos formados no ensino médio com menos de 26 anos, que se casaram na década de 1980, permaneciam casados 20 anos depois. Em contrapartida, 2,9% dos adultos com idade entre 35 e 39 anos sem diploma universitário se divorciaram em 2009, comparados a 1,6% daqueles com ensino superior.
Outro estudo sobre diferenças populacionais constatou que um aumento de 1% na taxa de desemprego correlacionava-se com uma diminuição de 1% na taxa de divórcio. Isso se revelou presumivelmente verdadeiro para indivíduos que enfrentavam dificuldades financeiras para arcar com os procedimentos legais. No entanto, outro estudo, realizado entre 1900 e 2008, constatou que houve um aumento significativo no risco de divórcio após uma demissão e o desemprego.

### Oceania

#### Austrália
A taxa bruta de divórcios na Austrália em 2020 foi de 1,9 divórcios para cada 1.000 residentes. Essa taxa permaneceu relativamente constante ao longo dos últimos anos e é igual à do ano anterior. No entanto, como os divórcios são concedidos após 12 meses de separação, as separações ocorridas durante a COVID podem não estar refletidas na taxa atual de divórcios. A taxa de divórcios diminuiu substancialmente nos últimos 20 anos, tendo sido registrados 2,6 divórcios para cada 1.000 residentes em 2000. Para solicitar o divórcio, é necessário estar separado por pelo menos 12 meses.

#### Nova Zelândia
A taxa de divórcios na Nova Zelândia em 2020 foi de 7,6 divórcios para cada 1.000 residentes. Essa taxa representa uma diminuição em relação aos anos anteriores – como em 1983, quando a taxa bruta de divórcios era de 13,3. De fato, essa taxa diminuiu significativamente em relação ao ano anterior, 2019, que registrou uma taxa de 8,4. Antes de solicitar o divórcio, as partes devem estar separadas por pelo menos dois anos. Após esse período, qualquer uma das partes pode apresentar um pedido. Se o pedido for conjunto, mas as partes não comparecerem em tribunal, uma ordem de dissolução pode ser concedida, com o divórcio passando a vigorar após um mês. Se as partes comparecerem juntas ao tribunal, o juiz pode proferir a ordem de dissolução e o divórcio será efetivado imediatamente. Se uma das partes solicitar o divórcio de forma individual, o outro cônjuge terá a oportunidade de contestar dentro de um determinado prazo.

### África

#### África do Sul
De acordo com o Statistics South Africa, o número de divórcios aumentou 0,3%, passando de 25.260 divórcios concedidos em 2015 para 25.326 em 2016. Cerca de 44,4% dos divórcios de 2016 decorreram de casamentos que não chegaram ao décimo aniversário. Aproximadamente 51,1% dos divórcios em 2016 foram solicitados por mulheres, enquanto os homens representaram 34,2% dos casos de divórcio.